# Iveco-Magirus 90-16 AW Turbo
Der Iveco-Magirus 90-16 Turbo ist ein zweiachsiger Frontlenker-Lastkraftwagen mit Allradantrieb, der von der Iveco-Magirus AG von spätestens 1986 an bis mindestens 1992 gebaut wurde. Der Bund schaffte dieses Fahrzeug in einer Stückzahl von 636 Einheiten als Löschgruppenfahrzeug 16 mit Tragkraftspritze an (zu sehen im Bild rechts), es ist noch heute (Juni 2016) bei Feuerwehren im Einsatz.

## Technik

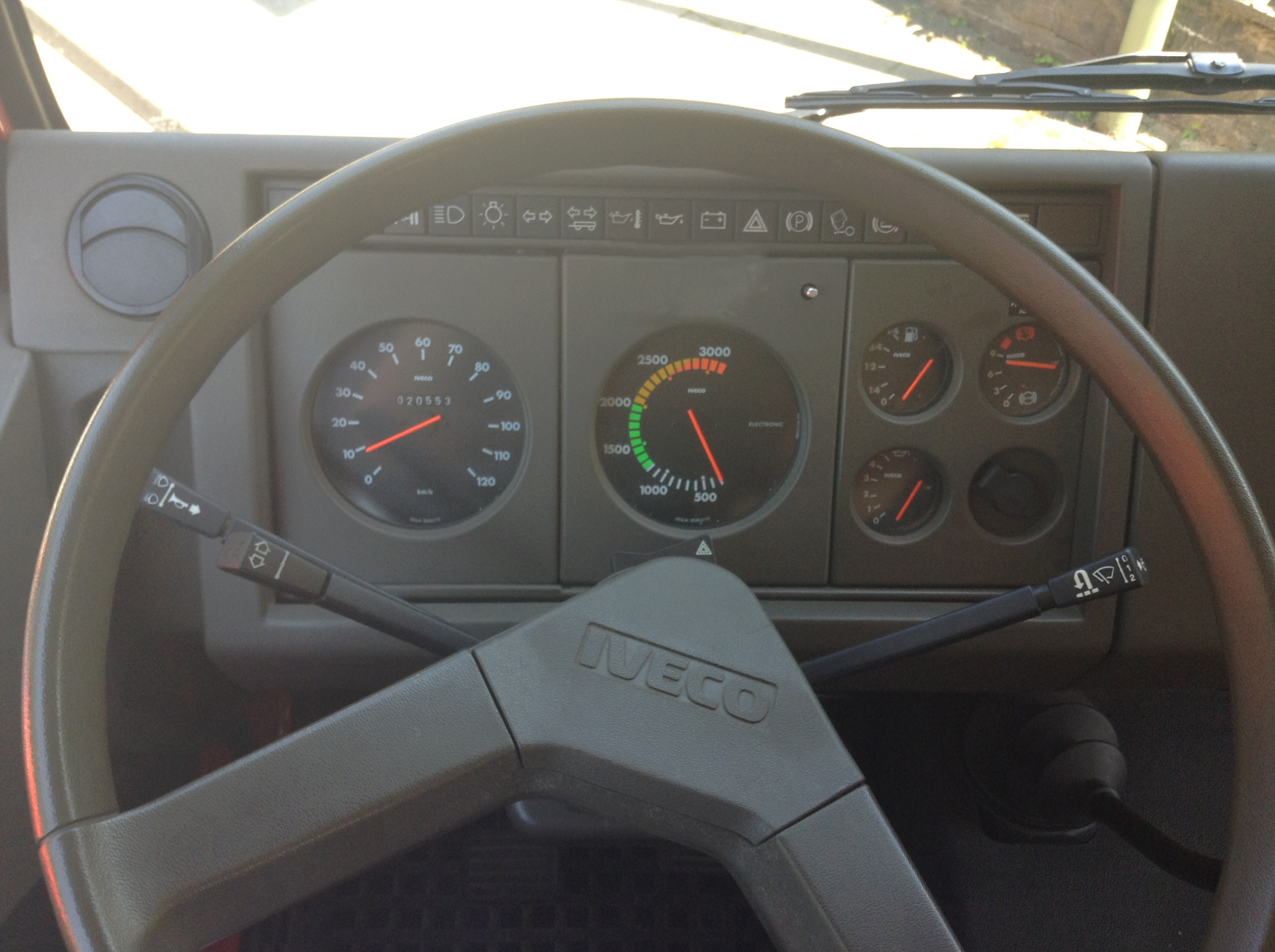
Fahrerplatz

Der 90-16 AW Turbo ist ein zweiachsiger Lastkraftwagen in Frontlenkerbauweise mit Leiterrahmen und zwei Achsen mit Stahlscheibenrädern. Die Grundkonstruktion des Fahrerhauses geht auf die im Vierer-Club entwickelte MK-Baureihe von Magirus-Deutz zurück. Die Vorderachse ist einfach bereift, die Hinterachse hat Zwillingsreifen. Alle Achsen sind angetrieben, das Differentialgetriebe der Hinterachse kann gesperrt werden. Gebremst wird mit einer druckluftunterstützten Zweikreishydraulikbremsanlage. Vom Motor wird die Antriebskraft über eine Kupplung von Sachs auf ein Fünf- oder Sechsgangschaltgetriebe übertragen. Damit hat der 90-16 AW Turbo bei Ausnutzung des maximal zulässigen Gesamtgewichtes von 9000 kg eine Steigfähigkeit von 50 %. Der Motor ist ein Reihensechszylinder Deutz BF 6 L 913, ein luftgekühlter Viertakt-Dieselmotor mit hängenden Ventilen, seitlicher Nockenwelle und Direkteinspritzung, er leistet 118 kW (160 PS).
Die auf dem Fahrgestell des 90-16 AW Turbo aufgebauten Löschgruppenfahrzeuge haben eine kippbare Mannschaftskabine, die für eine Löschgruppe von neun Personen ausgelegt ist. Hinter der Mannschaftskabine ist ein Kofferaufbau mit fünf Gerätefächern angebaut, der feuerwehrtechnische Beladung enthält. Die Feuerlöschkreiselpumpe ist eine Vorbaupumpe FP 16/8 nach DIN 14420, die 1,6 m3 Wasser pro Minute bei 8 bar Förderdruck und bei geodätischer Nennsaughöhe von 3 m fördert.

## Technische Daten
| Kenngrößen                                   | Iveco-Magirus 90-16 AW Turbo                                                                  |
| Abmessungen, Gewichte und Füllmengen         | Abmessungen, Gewichte und Füllmengen                                                          |
| -------------------------------------------- | --------------------------------------------------------------------------------------------- |
| Länge                                        | 7250 mm                                                                                       |
| Breite                                       | 2485 mm                                                                                       |
| Höhe                                         | 3100 mm                                                                                       |
| Radstand                                     | 3500 mm                                                                                       |
| Spurweite                                    | vorn: 1886 mm hinten: 1707 mm                                                                 |
| Bodenfreiheit                                | 243 mm                                                                                        |
| Wendekreisdurchmesser                        | 15600 mm                                                                                      |
| Leergewicht                                  | 6275 kg                                                                                       |
| Maximal zulässige Gesamtmasse                | 9000 kg                                                                                       |
| Maximale Zuladung                            | 2725 kg                                                                                       |
| Maximal zulässige Achslast vorn              | 4000 kg                                                                                       |
| Maximal zulässige Achslast hinten            | 5250 kg                                                                                       |
| Maximal zulässige Anhängelast                | 2000 kg                                                                                       |
| Steigfähigkeit bei 9000 kg                   | 50 %                                                                                          |
| Füllmenge des Getriebegehäuses               | 7 l                                                                                           |
| Füllmenge des Kraftstoffbehälters            | 130 l                                                                                         |
| Kraftübertragung                             |                                                                                               |
| Kraftübertragung auf                         | Alle Räder                                                                                    |
| Reifengröße                                  | 9R 22,5                                                                                       |
| Kupplung                                     | Sachs-Kupplung, 350 mm Durchmesser                                                            |
| Getriebe                                     | Sechsgangschaltgetriebe oder Fünfgangschaltgetriebe                                           |
| Sperrbare Achsen                             | Vorder- und Hinterachse                                                                       |
| Höchstgeschwindigkeit                        | 93 km/h                                                                                       |
| Motor                                        |                                                                                               |
| Motorbezeichnung                             | Deutz BF 6 L 913                                                                              |
| Motortyp                                     | Sechszylinder-Viertakt-Reihendieselmotor mit Turbolader                                       |
| Kühlung                                      | Luft                                                                                          |
| Gemischaufbereitung                          | Direkteinspritzung                                                                            |
| Einspritzpumpe                               | Bosch A                                                                                       |
| Einspritzdüse                                | Bosch DLLA 149S775                                                                            |
| Einspritzdruck                               | 245 ± 8 bar                                                                                   |
| Verdichtungsverhältnis                       | 17 : 1                                                                                        |
| Kolbendurchmesser                            | 101,89 ± 0,017 mm                                                                             |
| Bohrung × Hub                                | 102 ± 0,005 mm × 125 mm                                                                       |
| Hubraum                                      | 6128 cm3                                                                                      |
| Nennleistung nach DIN 70020                  | 118 kW (160 PS) bei 2500 min−1                                                                |
| Maximales Drehmoment                         | 557 N·m bei 1600 min−1                                                                        |
| Niedrigster Spezifischer Kraftstoffverbrauch | 225 g/kWh bei 1400 min−1                                                                      |
| Leerlaufdrehzahl                             | 650–700 min−1                                                                                 |
| Ventilsteuerung                              | Stirnradgetriebene untenliegende Nockenwelle, Ventilbetätigung über Stoßstangen und Kipphebel |
| Zündreihenfolge                              | 1-5-3-6-2-4                                                                                   |
| Motormasse                                   | 485 kg                                                                                        |
| Elektrische Anlage                           |                                                                                               |
| Lichtmaschine                                | 28 V, 756 W                                                                                   |
| Batterie                                     | 2 × Bleisäureakkumulator, 12 V, 125 Ah                                                        |